# Kitione Taliga
Kitione Taliga (Nadi, 21 april 1993) is een Fijisch rugbyspeler.

## Carrière
Taliga won met de ploeg van Fiji tijdens de Olympische Zomerspelen 2016 de Olympische gouden medaille. Taliga maakte twee try’s waaronder één in de finale.
Dit was de eerste maal dat er door Fiji een gouden medaille gewonnen werd. Naar aanleiding van deze primeur werd er door de premier van Fiji Frank Bainimarama een nationale feestdag uitgeroepen.

## Erelijst

### Met Fiji
- Olympische Zomerspelen:  2016